# 議論学
議論学（ぎろんがく、英: argumentation theory）とは、「議論」（argument）について研究する学問分野である。具体的には、批判的思考に基づく推論を通じて、結論や合意が形成されるまでの過程（議論過程）について研究する、人文科学・社会科学の諸分野からなる学際的な学問分野である。ここでいう「議論」には、討論、ディベート、対話、会話、説得、交渉、論文といった、様々な言語コミュニケーションが含まれる。これらを研究するにあたって、推論規則や、人間またはAIの思考過程も研究対象となる。
議論は、日常生活から政治や専門職の現場にいたるまで、様々な文脈で、様々な目的のために行われる。例えばディベートや交渉は、参加者各々が受け入れられる結論に到達するための議論である。一方で、相手に勝つことを目的とする討論・論争もまた議論の一種である。そのような事情から、議論学の研究成果は様々な用途のために用いられる。合理的議論、一般的な会話、あるいは議論の過程で自己の信念や私欲を守るための手段としても利用される。
議論学は法の分野でも使われる。例えば裁判の時に裁判官に提出する主張を準備する場合や、様々な証拠の有効性を判断する場合に使われる。また、議論学者は、組織の関係者が非合理的に行った判断を正当化しようとする際に使う前後即因果の誤謬について研究する。
議論学の代表的な学者として、スティーヴン・トゥールミンがいる（#理論）。

## 議論の重要な要素
- 明示的なものにしろ暗示的なものにしろ議論の内容を理解しよく知ること。さまざまな種類の対話の参加者の目的を理解しよく知ること。
- 結論がそこから導かれる前提が何かを知ること。
- 証明責任―誰が最初に主張して、それゆえにその主張を採用する価値があるという証拠を提出する責任があるのかを決定すること―を導入すること。
- 「証明責任」を導入しようとした人にとって、反対者を説得して説明責任を受け入れさせるか無理やり受け入れさせるために証拠を整理する賛成者がいること。これを達成するための方法は正当・健全・適切で、弱い部分のない議論を形成し、容易に攻撃されなくなる。
- ディベートにおいて、証明責任が果たされると答弁責任が生じる。相手の主張が間違っていると言うためには、相手の主張の前提や推論過程を攻撃したり、あり得る反例を持ち出したり、論理的誤謬を指摘したり、相手の主張に含まれる根拠からははっきりとは結論が主張できないことを示したりしようとしなければいけない。

## 議論の内部構造
一般的には議論は以下のような内部構造を有する。
1. 一揃いの仮定・前提
2. 推理・推論の方法
3. 結論・最終的な意味

議論は少なくとも一つの前提、少なくとも一つの結論を有さなければならない。
古典論理はしばしば結論が前提や傍証に論理的に従うための推論の方法として使われる。ここで一つの問題として、一揃いの前提が矛盾が含まれるなら、そういう矛盾した前提からはどんな結論でも引き出せるということがある。それゆえ一般的に、一揃いの前提に矛盾が含まれていないことが要求される。一揃いの前提に注目して、結論を出すうえで重要なものだけを残して余計な前提をそぎ落とすことを要求するのもよいやり方である。こういった、前提を無矛盾で最小限のものにする議論をMINCON議論と呼ぶ。このような議論過程は法や医学の分野に応用されてきた。議論学の第二の学派は、そこでは「主張」が原始命題とみなされ、そのため主張の内部構造が考慮に入れられないような抽象的な議論を研究する。
最も一般的な形式では、討論は対話に引きこもれた個々人及びその対話の相手を必然的に伴う。それらの人々は異なる立場を主張し、互いに相手を説得しようと試みる。説得に加えて別の種類の対話としては、論争、情報検索、質問、交渉、審議、弁証術がある(ダグラス・ウォルトン)。弁証術はプラトンや、プラトンがその対話篇で利用した、様々な登場人物や歴史的人物に批判的に問いかけるソクラテスによって有名になった。

## 議論過程と知識の根拠
議論学は基礎づけ主義にその起源をもつ。基礎づけ主義は哲学の認識論の理論である。そこでは認識の普遍的な体系の形式(論理)と資料(事実に基づいた法)の中で主張の根拠を探すことが試みられる。しかし議論の研究者はアリストテレスの系統だった哲学や、プラトンやカントの観念論を否定した。彼らは、主張の前提は形式哲学的体系にその健全性を依存するという考えに疑問を投げかけ、最終的には放棄した。こうしてこの分野は広がった。
「クォータリー・ジャーナル・オブ・スピーチ第44号」(1963年)に掲載されたカール・R・ウォレスの影響力のあるエッセイ「実体と修辞:よい根拠」によって多くの学者が「市場の議論」―普通の人々が行う普通の議論―の研究を行うようになった。市場の議論学に影響力のあるエッセイとしては他にレイ・リン・アンダーソンとC・デイヴィッド・モーテンセンの「論理学と市場の議論学」(クォータリー・ジャーナル・オブ・スピーチ第53号、1967年、p143~p150)があり、この潮流によって後に知識社会学の発展との提携が自然に起きた。哲学、特にジョン・デューイやリチャード・ローティといったプラグマティズムの近年の発展との提携を引き起こす学者もいる。ローティはこの転換を強調して「言語論的転回」と呼んだ。
議論学のこういった新しい混成的な取り組みは倫理的、科学的、認識論的問題や科学だけが答えられる自然の問題に関して、結論を確かなものにするための経験的な根拠をもって使われる場合もあれば根拠なく利用される場合もある。プラグマティズムやその他多くの人文・社会科学の発展をよそに、「非哲学的」議論学が独自の知的領域に主張の形式的根拠や物質的根拠を据えて発展してきた。その独自の知的領域としては非形式論理学や社会心理学がある。こういった新しい分野は非論理的であったり反論理的であったりするわけではない。それらは大多数の人の集団の発話になにがしかの首尾一貫性を見出す。ゆえにこういった理論は、社会的な知識の基盤に焦点を当てている点でしばしば「社会学的」だと言われる。

## コミュニケーション学や非形式論理学による議論学への取り組み
一般的には、「議論過程(argumentation)」という言葉はウェイン・E・ブロックリード、ダグラス・エーニンガー、ジョゼフ・W・ウェンツェル、リチャード・リーク、ゴードン・ミッチェル、キャロル・ウィンクラー、エリック・ガンダー、デニス・S・グーラン、ダニエル・J・オキーフェ、マーク・アーカス、ブルース・グロンベック、ジェームズ・クランプ、G・トーマス・グッドナイト、ロビン・ローランド、デール・ハンプル、C・スコット・ジェイコブス、サリー・ジャクソン、デイヴィッド・ザレフスキ、そしてチャールズ・アーサー・ウィラードといったコミュニケーション学者に使われてきたが、一方で「非形式論理」という術語はウィンザー大学のラルフ・ジョンソン、J・アンソニー・ブレアといった哲学者から影響を受けた哲学者たちに好んで使われてきた。ドイツのハラルト・ヴォーラップは「反論する自由」としての「正当性」(独Geltung, Gültigkeit)の基準を作り上げた。
この潮流のもとにいる主な学者として、トゥルーディ・ガヴィア、ダグラス・ウォルトン、マイケル・ギルバート、ハーヴィー・シーガル、マイケル・スクライヴェン、そしてジョン・ウッズといった人々がいる。しかしながら、30年以上かかっていくつかの分野の学者たちがアムステルダム大学や国際議論学協会(en:International Society for the Study of Argumentation 、ISSA)が主催する国際的な会合で交流してきた。他の国際的な会合としては、アメリカ合衆国の全米コミュケーション協会とアメリカ法廷協会が主催でユタ州アルタで行われている隔年の会合や、オンタリオ議論学協会が主催する会合が存在する。 
ラルフ・H・ジョンソンのように、「議論(argument)」という術語を書かれた言明や全ての前提が明らかにされた言明だけを指すというように狭い意味でのみ解釈する学者もいる。一方で、マイケル・ギルバートのように、「議論(argument)」という術語を、話された言明やさらには非言語的な言明、例えば戦争の記念碑やプロパガンダのポスターが議論だとか「議論を形成する」といえるという程度のものまでを含むというように広い意味で解釈する学者もいる。哲学者のスティーヴン・トゥールミンは、議論は私たちの注意していることや信念の内容に対する主張であり、例えば主張としてのプロパガンダ・ポスターのように、取り扱うことを認めるように見える見方であると言っている。議論の意味を広くとる学者と狭くとる額の間の論争は、長期にわたって続いていて止みそうにない。議論学の理論家やアナリストの大勢の見方は、二極の間のどこかに落ち着くだろうと言ったものである。

## 議論学の種類

### 会話議論学
自然に起こる会話の分析は社会言語学の分野から起こってきた。社会言語学の分野では大抵「会話分析」と呼ばれている。エスノメソドロジーに触発されて、それは主にハーヴェイ・サックスその他彼の親しい仲間のエマヌエル・シェグロフ、ゲイル・ジェファーソンといった社会学者によって1960年代後半から1970年代前半に発展した。サックスは彼の研究活動初期に死去したが、彼の研究は同分野の他の研究者に擁護され、会話分析は社会学、人類学、言語学、スピーチ・コミュニケーション、心理学といった分野で確立された勢力となっている。 それは自身の基準に照らして首尾一貫した主義である一方で、特に相互作用社会言語学、談話分析、談話心理学の分野で影響力がある。近年では分析に引き続いて起こる会話分析の技法は音声学者によって、会話を音声学的にはっきりさせるために使われている。
サリー・ジャクソン、スコット・ジェイコブス、それに何世代にも及ぶ彼らの弟子達による経験的な研究と理論的な組織立ては議論過程を自然と議論を好むようなコミュニケーションの文脈と体系に含まれる会話の反対意見を処理する形式として記述してきた。

### 数学の議論学
数学的真実の基礎は長い間議論の主題となってきた。特にフレーゲは、算術的な真実は純粋に論理的な公理に由来し、それゆえに結局は論理的真理であることを示そうとした。この計画はラッセルとホワイトヘッドによって彼らの著作「プリンキピア・マテマティカ」で発展させられた。数理論理学にのっとった形式の言葉でなされた議論は、受容された証明の手続きを適用して判断することができる。これはペアノ公理を使って数学によって証明された。いずれにせよ、数学の主張は、他の分野の場合と同じく、真なる前提と偽なる結論を同時に持ちえないことが示されれば、そしてそのときにのみ妥当だということができる。

### 科学の議論学
おそらく科学的知識に対して社会学の分野で最も過激な主張はアラン・G・グロスの「科学の修辞」(Cambridge: Harvard University Press, 1990)に見いだされる。グロスは、科学は「余すところなく」修辞的だと考えている。これは、科学的知識はそれ自体としては理想的な知識の根拠たりえないということを意味している。科学的知識は修辞的に作り出される、つまり、その証明の共用的方法が信頼できるような程度あるいは範囲に特別な認識論的な根拠が存在する。この考えは、議論学が最初依って立っていた基礎づけ主義がほぼ完全に否定されたことを示している。 

### 法の議論学
法的な議論は弁護士、あるいは彼らが勝てる法的根拠を示した際の団体による裁判や控訴裁判に対する口頭弁論である。口頭弁論は控訴のレベルで、法的な論争において各々の団体の主張を推し進めるような書かれた記事に伴う。弁論は全体として、事実を判断するもの、裁判の場合はしばしば裁判官にとって、それぞれの団体の重要な主張を何度も言う協議の結びの言明である。弁論は証拠を提出した後に起きる。

### 政治の議論学
政治的議論は大学人、メディアの権威者、政治的官職の候補者、政府要職者によってなされる。政治的議論は政治的な出来事を批評したり理解したりする一般的な相互作用において、市民によってもなされる。公共の合理性はこういった流れの研究において大きな問題である。政治学の研究の強固な伝統では、アメリカの国民は大多数が非合理的で国内外の出来事に関する基本的な事柄について無知であることが明らかになっているようだ。政治学者のサミュエル・L・ポプキンは多くの投票者が政治や一般に世界情勢についてごくわずかしか知らないことを指して「ほとんど情報を持たない投票者()」という言葉を造語した。
実際のところ、「ほとんど情報を持たない投票者」は彼らが議会に送った代議員が保証してきた法律制定についておそらく知らない。ほとんど情報を持たない投票者はメディアで流されるサウンドバイト(スピーチやインタビューの抜粋)やメールに含まれている広告に基づいて誰に投票するか決める。メディアのサウンドバイトや政治活動のビラによって、選挙人の代わりにワシントンDCで行われる立法に完全に反対している現職候補の政治的立場を提出することが可能である。投票する際に不正確な情報に基づいて意思決定する人はおそらく全体のわずかな割合しか占めない。全体の選挙結果を思い通りに動かすには10~12%を占めればよいとされる。これが実現すれば、選挙民は全体として騙され愚かになるであろう。それにもかかわらず、選挙結果は法的で確立されている。事情に精通している政治顧問は、ほとんど情報を持たない投票者に優越していて、彼らの意見を誤った情報によって左右することができる。というのは、誤った情報はたやすく、そして十分に効果的だからである。factcheck.orgのような協会は、そういったキャンペーン戦略の効果に反撃する物の助けとなるべく近年生じてきた。Factcheck.org'sは、目的は「我々は投票者のために、アメリカの政治における詐欺や混乱を減じることが目的だ」と述べている。

## 心理学的な面
心理学は長い間議論の非言語的な側面について研究してきた。例えば、研究によって考えを単純に繰り返して述べることは根拠を述べることよりもしばしば効果的な方法である。プロパガンダはしばしば繰り返しを用いる。特にナチスの修辞学は繰り返して言うようなキャンペーンについて広く研究していた。 
コミュニケーションの相手の信頼度や魅力度、時に「カリスマ」と呼ばれるものに関する経験的な研究は経験的に起こる議論と強く結び付けられても来た。そういった研究によって説得の理論や実践の領域に属する議論過程がもたらされた。
ウィリアム・J・マクガイアのように、三段論法は人の推論の基本的な構成要素だと信じる心理学者もいる。彼らはマクガイアの有名な著書「三段論法の認識的関係の分析(A Syllogistic Analysis of Cognitive Relationships)」に関連して膨大な量の経験的研究を行ってきた。こういった思想の中心となる潮流には、論理は主体者が起きそうなことと起こってほしいこととを混同する「望みの思考」のような心理学的な変種によって汚染されている、ということがある。人は聞きたいことを聞き、見たいものを見る。何かを計画する人は何か起こってほしいことがあるとき、それを起きそうなことであるとみなす。それゆえに何かを計画する人は、アメリカでの禁止に関する実験と同様に、起こりうる問題を考慮しない。彼らは何か起こってほしくないことがあるときに、それを起こらなさそうなことだとみなす。それゆえ喫煙者は、自分だけは癌にならないと思っている。乱交する人たちはセーファーセックスをしようとしない。未成年はむやみに運転する。

## 理論

### 議論の分野
スティーヴン・トゥールミンとチャールズ・アーサー・ウィラードは、以前にルートヴィヒ・ヴィトゲンシュタインの考えた言語ゲームという考えや、後にコミュニケーションや、社会学、議論学、社会学、政治学、社会学的認識論によって引き起こされた議論の領域を擁護した。トゥールミンにとって、「分野(field)」という言葉は、そこに議論や実際の主張が置かれているような論議を指す。ウィラードにとっては、「分野(field)」という言葉は、「コミュニティー」、「聴衆」、「読者層」と互換性がある。同様の流れに沿って、G・トーマス・グッドナイトは議論の「分野(sphere)」について研究し、彼の考えを利用した、あるいは彼の考えに対する応答となるより若い研究者の膨大な著述を引き起こした。 こういった分野の議論の一般的な主旨は、議論の前提の意味は社会的な共同体に由来するというものである。
分野の研究はおそらく、社会的動向、問題を中心に据えた一般大衆(例えば妊娠中絶に関する論争の中絶合法化支持派と反対派)、活動家の小さい集団、公的団体の関係のキャンペーンと問題の取り扱い、科学者の集団と論争、政治的なキャンペーン、知的な伝統といったものに焦点を当てている。社会学者、民族誌学者、人類学者、関与的観察者、ジャーナリストなどと同じ方法で、分野の理論を持つ人は実世界の人の言明を集めて記述し、議論過程に対する行為の説明を与えることと徐々に結び付けられてきた事例研究も集める。あらゆる種類の人間の活動を総括する言語や理論を習得することを問題としない者もいる。分野の理論を持つ者は、万物を統一するような理論に対しては不可知論の立場をとり、そういった理論の有用性に対して懐疑的である。より控えめな問題として、一群の問題を概括することを認める中範囲の理論がある。

### スティーヴン・トゥールミンの功績
突出して影響力の強い理論家は、ケンブリッジで教育を受けた、ヴィトゲンシュタインの弟子であったスティーヴン・トゥールミンであった。

#### 絶対主義および相対主義の代替物
トゥールミンは、(論理的主張や分析的主張によって表現される)絶対主義は実践的な価値を規定してきたと主張してきた。絶対主義はプラトンの、普遍的な価値の存在を主張する理想化された形式的な論理に由来する。そのため絶対主義者は、道徳的な問題は文脈に関係なく一揃いの道徳的規則を順守することで解決されると信じる。対照的にトゥールミンは、基本的な規則と呼ばれるものの多くは人が日々の生活の中で直面する実際的な問題に対して的外れであると力説する。
自身の日々の生活に対する観点を記述しつつ、トゥールミンは議論の分野の概念を紹介する。著書「議論の技法」(1958年)でトゥールミンは、分野から分野へと変わっていくために「分野-依存的」と言われる議論の様相が存在し、一方で、どんな分野でも変わらないために「分野-普遍的」と呼ばれる議論も存在すると述べている。絶対主義の流儀では、分野-依存的な議論の様相が気づかれないままであるとトゥールミンは信じていた。絶対主義は全ての議論の様相が分野-普遍的であると考えている。
トゥールミンの理論は、相対主義に頼らずに絶対主義の欠点を回避することを決定した。相対主義は道徳的な主張と反道徳的な主張を区別するための何らの基準をも与えないとトゥールミンは力説した。著書「人間の理解」(1972年)でトゥールミンは、人類学者は文化的違いの理性的な議論に与える影響に気付き、相対主義に味方するように誘惑してきたと主張している。言い換えれば、人類学者や相対主義者は「分野-依存的」な議論の様相の重要さを強調しすぎていて、「分野-不変的」な要素に気付かなくなっているのである。絶対主義と相対主義の問題を解決しようとするうえで、トゥールミンは彼の全著作を通じて観念の価値を評価するための絶対主義でも相対主義でもない基準を作り上げようとしてきた。
トゥールミンは、良い議論は主張を良く正当化することができ、その正当化は批判に立ち向かい、好ましい評価を得られるようなものであると信じていた。

#### 議論の構成要素

トゥールミンモデルの略型。

「議論の技法」(1958年)でトゥールミンはトゥールミンモデルを含む見取り図を提示している。:
1. 主張:その価値が示された結論。例えば、自分がイギリス市民であることを聞き手を納得させようとするならば、主張は「私はイギリス市民だ」であろう。(1)
2. データ:主張の根拠として提示したい事実。例えば、(1)で紹介された人は自分の主張を「私はバミューダで生まれた」というデータで支持することができる。(2)
3. 正当な理由:データから主張への動きを正式に認める言明。(2)のデータ「私はバミューダで生まれた」から(1)の主張「私はイギリス市民だ」に移行するために、その人は言明「バミューダで生まれたものは法的にはイギリス市民になるだろう」で(1)と(2)の橋渡しとなる正当な理由を与えないといけない。 (3)
4. 裏打ち:正当な理由として述べられたことを証明するために作られる証明書。裏打ちは正当な理由が単独で聞き手・読み手を納得させられなかった場合に紹介されなければいけない。例えば、(3)の正当な理由を信頼できると思わなかった場合、話し手は「バミューダで生まれたものは法的にはイギリス市民になるだろう」が正しいことを示すために裏打ちとして法律の条項を与えるだろう。
5. 反証:主張が合法的に適用される制約を思い起こさせる言明。反証の例は以下。「バミューダに生まれた人は、イギリスを裏切ったり他国のスパイになったりしなければ法的にイギリス市民となる。」
6. 修飾:話し手の主張に関する説得力や確かさの度合いを表す語句。そういった語句として、「ありうる」、「おそらく」、「ありえない」、「確かに」、「思うに」、「証拠を見る限りでは」、 「必ず」がある。「私は確実にイギリス市民だ」という主張は「思うに私はイギリス市民なのだろう」よりも強い説得力の度合いを持つ。

前三つの要素「主張」、「データ」、「正当な理由」は実際の議論において必須要素だと考えられている。一方後三つの「修飾」、「裏打ち」、「反証」は議論によっては要求されないかもしれない。 
最初に提示されたとき、この議論過程の見取り図は法的な議論に基づいており、特に法廷で見いだされる議論の合理性を分析するために使われる傾向があった。実際、トゥールミンは、自分の著作がウェイン・ブロックリードおよびダグラス・エーニンガーによって修辞学者に紹介されるまでは、この見取り図が修辞やコミュニケーションに適用できるとは気づいていなかった。彼が「推論の手引き」(1979年)を発表してすぐに、この見取り図の修辞学への適用が彼の著作で言及された。

#### 知識の進化
トゥールミンは「人間の理解」(1972年)で、概念の変化は進化的だと断言している。この著書では、トーマス・クーンが「科学革命の構造」で与えた概念の変化の説明を攻撃している。クーンは、概念の変化は(進化的に対して)革命的な過程で、その内で排他的なパラダイムが互いに取って代わろうとすると考えた。トゥールミンは、互いに排他的なパラダイムは比較するための共通の土壌がないと指摘して、クーンの理論の内の相対主義的な要素を批判した。言い換えれば、クーンの理論は「分野-変化的」を強調しすぎる一方で「分野-不変的」、つまり全ての議論過程や科学的パラダイムが分け合う共通性を無視するという相対主義者の間違いを犯している。
トゥールミンはダーウィンの生物学での進化のモデルに類似している概念の変化の進化的なモデルを提示している。このモデルの上では、概念の変化は革新と選択を必然的に伴う。革新とは、概念の変化だと説明され、選択とはしっかりした概念が生き残り不朽となることだと説明される。革新はある特定の分野の専門家が先達とは異なるものの見方をするようになったときに生じる。選択は革新的な概念をトゥールミンが「論争のフォーラム」と考える者の中でのディベートや質問にさらす。最もしっかりした議論がその論争のフォーラムを生き抜き、伝統的な概念の跡継ぎあるいは修正となる。
絶対主義者の考え方では、概念は文脈に関係なく妥当か妥当でないかのどちらかである。相対主義者の考え方では、概念は様々な文脈の上でライバルの概念と比較して良くも悪くもない。トゥールミンの考え方では、概念にどういう評価が下されるかは比較の過程に依存する。比較の過程はある概念が他の概念よりも人の説明能力を上昇させるか否かを決定する。

#### 確実性の否定
「近代とは何か――その隠されたアジェンダ」(1990年)で、トゥールミンは確実性の問題をデカルトやホッブスにまで遡り、デューイ、ヴィトゲンシュタイン、ハイデガー、ローティがこの伝統を放棄したことをほめたたえている。

### 語用論的弁証法
オランダのアムステルダム大学の学者は「語用論的弁証法」の名の下に正確で近代的な弁証術を切り開いてきた。直感的な観念は、それに従えば合理的な理論としっかりした結論が得られるような組織立っていて明確な規則に向けられている。フランス・H・ファン・エーメーレン、故ロブ・フローテンドルスト、それに多数の彼らの弟子がこの考えを詳説する膨大な量の研究をなしてきた。
経験則という弁証的な概念は意見の相違の解決を達成する手助けとなるものである批判的議論に十の法則によって与えられる(from Van Eemeren, Grootendorst, & Snoeck Henkemans, 2002, p. 182-183)。理論はこれを理想的なモデルとして要求する。経験的な事実だと分かると期待できるものとして要求するということはない。しかしながらこのモデルはどんな事実が、談話が駄目になり、ルールが破られる理想的な要点に近づくかを判断する上で重要なヒューリスティクス及び批判的な道具として働く。いかなるこういった違反も誤謬を構成する。たとえ誤謬にあまり重点が置かれていなくとも、語用論的弁証法はそれらを首尾一貫したやり方で扱うために系統だった取り組みを行う。

## 人工知能
人工知能の分野においてもコンピュータとの議論過程の振る舞いを執り行い分析するために研究が行われてきた。議論学はドゥング(1995年)の影響力の高い発表に始まり、非単調論理に根拠-理論意味論を提供するために使われてきた。計算機議論学の体系は、形式論理学や古典的な決定理論が推論の豊かさを把握できないような分野、法や医学の分野において特に応用が見られる。この領域の包括的な概観はイヤド・ラーワンとギジェルモ・R・シマリが近年編集した本に見いだされる。
計算機科学では、マルチ・エージェントな体系における議論学の研究集会やCMNA研究集会、さらにCOMMAの会合が一般的な例年な行事であり、全ての大陸からの参加者を募っている。ジャーナル・アーギュメント・アンド・コンピューテーションは専ら議論学と計算機科学の横断的研究を進めることに専心している。

## 関連文献
- 福澤一吉, 『議論のレッスン』, NHK出版(生活人新書), 2002年, ISBN 978-4140880258 ;　トゥルーミン・モデルをベースとした、論理的な書き言葉・話し言葉(議論)の分析・検証方法を述べている。

## 資料
- J. Robert Cox and Charles Arthur Willard, eds. Advances in Argumentation Theory and Research 1982.
- Dung, P. M. "On the acceptability of arguments and its fundamental role in nonmonotonic reasoning, logic programming and n-person games." Artificial Intelligence, 77: 321-357 (1995).
- Bondarenko, A., Dung, P. M., Kowalski, R., and Toni, F. , "An abstract, argumentation-theoretic approach to default reasoning", Artificial Intelligence 93(1-2) 63-101 (1997).
- Dung, P. M., Kowalski, R., and Toni, F. "Dialectic proof procedures for assumption-based, admissible argumentation." Artificial Intelligence. 170(2), 114-159 (2006).
- Frans van Eemeren, Rob Grootendorst, Sally Jackson, and Scott Jacobs, Reconstructing Argumentative Discourse 1993.
- Frans Van Eemeren & Rob Grootendorst. A systematic theory of argumentation. The pragma-dialected approach. 2004.
- Eemeren, F.H. van, Grootendorst, R. & Snoeck Henkemans, F. et al. (1996). Fundamentals of Argumentation Theory. A Handbook of Historical Backgrounds and Contemporary Developments. Mahwah, NJ: Erlbaum.
- Richard H. Gaskins Burdens of Proof in Modern Discourse. Yale University Press. 1993.
- Michael A. Gilbert Coalescent Argumentation 1997.
- Trudy Govier, Problems in Argument Analysis and Evaluation. 1987.
- Dale Hample. (1979). "Predicting belief and belief change using a cognitive theory of argument and evidence." Communication Monographs. 46, 142-146.
- Dale Hample. (1978). "Are attitudes arguable?" Journal of Value Inquiry. 12, 311-312.
- Dale Hample. (1978). "Predicting immediate belief change and adherence to argument claims." Communication Monographs, 45, 219-228.
- Dale Hample & Judy Hample. (1978). "Evidence credibility." Debate Issues. 12, 4-5.
- Dale Hample. (1977). "Testing a model of value argument and evidence." Communication Monographs. 14, 106-120.
- Dale Hample. (1977). "The Toulmin model and the syllogism." Journal of the American Forensic Association. 14, 1-9.
- Trudy Govier, A Practical Study of Argument2nd ed. 1988.
- Sally Jackson and Scott Jacobs, "Structure of Conversational Argument: Pragmatic Bases for the Enthymeme." The Quarterly Journal of Speech. LXVI, 251-265.
- Ralph H. Johnson. Manifest Rationality: A Pragmatic Theory of Argument. Lawrence Erlbaum, 2000.
- Ralph H. Johnson and J. Anthony Blair. "Logical Self-Defense", IDEA, 2006. First published, McGraw Hill Ryerson, Toronto, ON, 1997, 1983, 1993. Reprinted, McGraw Hill, New York, NY, 1994.
- Ralph Johnson. and Blair, J. Anthony (1987), "The Current State of Informal Logic", Informal Logic, 9(2–3), 147–151.
- Ralph H. Johnson. H. (1996). The rise of informal logic. Newport News, VA: Vale Press
- Ralph H. Johnson. (1999). The relation between formal and informal logic. Argumentation, 13(3) 265-74.
- Ralph H. Johnson. & Blair, J. A. (1977). Logical self-defense. Toronto: McGraw-Hill Ryerson. US Edition. (2006). New York: Idebate Press.
- Ralph H. Johnson. & Blair, J. Anthony. (1987). The current state of informal logic. Informal Logic 9, 147-51.
- Ralph H. Johnson. & Blair, J. Anthony. (1996). Informal logic and critical thinking. In F. van Eemeren, R. Grootendorst, & F. Snoeck Henkemans (Eds.), Fundamentals of Argumentation Theory. (pp. 383–86). Mahwah, NJ: Lawrence Erlbaum Associates
- Ralph H. Johnson, Ralph. H. & Blair, J. Anthony. (2000). "Informal logic: An overview." Informal Logic. 20(2): 93-99.
- Ralph H. Johnson, Ralph. H. & Blair, J. Anthony. (2002). Informal logic and the reconfiguration of logic. In D. Gabbay, R. H. Johnson, H.-J. Ohlbach and J. Woods (Eds.). Handbook of the logic of argument and inference: The turn towards the practical. (pp. 339–396). Elsivier: North Holland.
- Chaim Perelman and Lucie Olbrechts-Tyteca, The New Rhetoric, Notre Dame, 1970.
- Stephen Toulmin. The uses of argument. 1959.
- Stephen Toulmin. The Place of Reason in Ethics. 1964.
- Stephen Toulmin. Human Understanding: The Collective Use and Evolution of Concepts. 1972.
- Stephen Toulmin. Cosmopolis. 1993.
- Douglas N. Walton, The Place of Emotion in Argument. 1992.
- Joseph W. Wenzel 1990 Three perspectives on argumentation. In R Trapp and J Scheutz, (Eds.), Perspectives on argumentation: Essays in honour of Wayne Brockreide. 9-26 Waveland Press: Prospect Heights, IL
- John Woods. (1980). What is informal logic? In J.A. Blair & R. H. Johnson (Eds.), Informal Logic: The First International Symposium .(pp. 57–68). Point Reyes, CA: Edgepress.
- John Woods. (2000). How Philosophical is Informal Logic? Informal Logic. 20(2): 139-167. 2000
- Charles Arthur Willard Liberalism and the Problem of Knowledge: A New Rhetoric for Modern Democracy. University of Chicago Press. 1996.
- Charles Arthur Willard, A Theory of Argumentation. University of Alabama Press. 1989.
- Charles Arthur Willard, Argumentation and the Social Grounds of KnowledgeUniversity of Alabama Press. 1982.
- Harald Wohlrapp. Der Begriff des Arguments. Über die Beziehungen zwischen Wissen, Forschen, Glaube, Subjektivität und Vernunft. Würzburg: Königshausen u. Neumann, 2008 ISBN 978-3-8260-3820-4